# Sînapne, Bahciîsarai
Sînapne (în ucraineană Синапне) este un sat în comuna Verhoricicea din raionul Bahciîsarai, Republica Autonomă Crimeea, Ucraina.

## Demografie
Componența lingvistică a localității Sînapne
     Rusă (73,31%)
     Tătară crimeeană (22,19%)
     Ucraineană (3,86%)
Conform recensământului din 2001, majoritatea populației localității Sînapne era vorbitoare de rusă (73,31%), existând în minoritate și vorbitori de tătară crimeeană (22,19%) și ucraineană (3,86%).